# So ein Mädel vergißt man nicht (Film)
So ein Mädel vergißt man nicht ist eine Filmkomödie aus dem Jahr 1932/33 nach einem Drehbuch von Hans Wilhelm und Fritz Kortner. Letzterer übernahm auch die Regie des Films. In den Hauptrollen spielten Dolly Haas, Willi Forst und Oskar Sima. In weiteren Nebenrollen sind unter anderem Theo Lingen, Max Gülstorff und Paul Hörbiger zu sehen.

## Handlung
Die beiden stellungslosen Schauspieler Paul und Max verdienen ihren Lebensunterhalt mit einem Bücherkarren und verbringen ihre Tage von früh bis spät in einem Café. Ebenso wie der vor kurzem arbeitslos gewordene Büroangestellte Herr Körner, der es noch nicht übers Herz gebracht hat, seiner Frau den neuen Lebensumstand zu schildern und vom Café aus vorgibt, im Büro zu sein.
In der Hoffnung auf ein Theaterengagement sucht Paul täglich eine Vermittlungsagentur auf. Eines Tages gelingt es ihm, den Theaterdirektor Schrader zu überzeugen und ein Engagement für die Operette Nächte in Andalusien zu ergattern. Was er nicht ahnt, ist, dass der Direktor seinerseits auf die finanzielle Unterstützung des Schuhfabrikantensohnes Hahnen jun. angewiesen ist, um die Aufführung durchführen zu können. Schrader bestellt Paul zum Abend hin ins Hotel Astoria, wo der Fabrikantensohn logiert und der Geschäftsabschluss vollzogen werden soll.
Auch die Schauspielerin Lisa Brandes ist stellungslos und hält sich als Hausiererin mit dem Verkauf von Jo-Jos über Wasser. So gerät sie an Frau Körner, die sie aus Mitleid als Dienstmädchen einstellt, ohne zu wissen, dass ihr Ehemann in der Zwischenzeit seinen Job verloren hat. Durch eine Wette zwischen Max und Herrn Körner kommt dies jedoch bald ans Licht, so dass Frau Körner Lisa wieder entlassen muss und zugleich den Umstand beklagt, nun auch ihre 8-Zimmer-Wohnung nicht mehr unterhalten zu können und daher aufgeben zu müssen. In diesem Moment kommt das Schicksal zu Hilfe, denn aufgrund eines Missverständnisses fragen zwei Pensionsgäste an der Tür nach freien Zimmern. Lisa begreift die neue Situation und lässt die Gäste kurzerhand eintreten. Die Idee, eine Pension zu unterhalten, ist geboren, und Lisa beschließt, am Abend ins Hotel Astoria zu gehen, um dort in der Hotellobby Gäste abzuwerben.
Es gelingt. Aber nicht nur die männlichen Hotelgäste werden auf Lisa aufmerksam, sondern auch Paul, der in Gesellschaft von Max zum Termin mit Direktor Schrader und Hahnen jun. in der Hotelhalle erschienen ist. Weil er sich nicht traut, Lisa direkt anzusprechen, plant er eine Inszenierung, um Lisa wiederum auf sich aufmerksam zu machen. Er kündigt an, dem nächsten Mann, der die Halle betritt, unter dem Vorwand, er habe Lisa beleidigt, eine Ohrfeige zu verpassen. Es ist Hahnen jun., der die Ohrfeige empfängt. Ein Skandal, der sogleich von der Presse aufgegriffen wird, aber Hahnens Sekretär Ewald gelingt es, den Vorfall umzudrehen, so dass in der Zeitung erscheint, Hahnen jun. habe seinerseits eine Dame verteidigt und einen Mann geohrfeigt.
Dies liest auch Herr Körner und sieht eine finanzielle Chance gekommen. Er bittet Lisa, sich bei dem Fabrikantensohn zu melden, was Lisa jedoch ablehnt. In diesem Moment klingelt Paul an der Tür, um den Wettgewinn von Max abzuholen. Lisa öffnet die Tür und erkennt in ihm den Gentleman aus der Hotelhalle, von dem sie aufgrund der Zeitungsmeldung jetzt annimmt, er sei Hahnen jun., der Sohn des Schuhfabrikanten. Es entspinnt sich eine Verwechslungskomödie, in der nicht nur Paul vorgibt, der reiche Hahnen jun. zu sein, sondern auch Lisa sich als wohlhabender Pensionsgast ausgibt.
Nach einer durchzechten Nacht löst sich jedoch alles auf, und es kommt zum Happy End. Lisa, der es durch ein weiteres Missverständnis gelungen ist, dem Lederfabrikanten Bornemann einen Geschäftsabschluss mit Hahnen sen. zu vermitteln, kann durch die damit verdiente Provision die Aufführung der Operette Nächte in Andalusien gewährleisten, in der Paul und sie schließlich die Hauptrollen spielen und auch privat ein Paar werden.

## Produktionsnotizen
Der Film So ein Mädel vergißt man nicht wurde unter dem Arbeitstitel Zweimal Liebe im Herbst 1932 als deutsch-österreichische Co-Produktion im EFA-Atelier in Berlin-Halensee gedreht. Er passierte am 20. Dezember 1932 die Zensur. Am 20. Januar 1933, und damit 10 Tage vor der nationalsozialistischen Machtergreifung, wurde der Film im Berliner Mozartsaal uraufgeführt.
So ein Mädel vergißt man nicht stellte die zweite Film-Regiearbeit von Fritz Kortner dar, der zuvor bereits viele Jahre als Schauspieler erfolgreich in Erscheinung getreten war. Von den Nationalsozialisten wegen seines jüdischen Glaubens und politischen Engagements für die SPD im Vorfeld  bedroht und angefeindet, hatte der Regisseur Deutschland zum Zeitpunkt der Premiere bereits verlassen und nahm erst am 2. Februar 1933, zusammen mit dem Hauptdarsteller Willi Forst, an der österreichischen Uraufführung im Busch-Kino des Wiener Praters teil.

## Musik
Die Musik des Films verfasste der Komponist Ralph Erwin in Zusammenarbeit mit dem Textdichter Robert Gilbert.
- So ein Mädel vergißt man nicht

Im Film und auf Schallplatte gesungen von Willi Forst (Parlophon B.47 334-I).
- Man hat’s nicht leicht.

Im Film gesungen von Willi Forst und Dolly Haas. Auf Schallplatte gesungen von Willi Forst und als B-Seite des vorgenannten Titels erschienen auf Parlophon B.47334-II.
Außerdem aufgenommen von Dolly Haas im Duett mit Richard-Fritz Wolf und in Begleitung des Paul Godwin Tanzorchesters. (Polydor 25003 B).
- Jede Nacht brennt mein Herz nur für dich

Im Film gesungen von Willi Forst, Oskar Sima und Dolly Haas. Auf Schallplatte gesungen von Richard-Fritz Wolf (Polydor 25003B).
- Es ist so schön, Theater zu spielen

Im Film gesungen von Paul Hörbiger. Der Titel ist nicht als Schallplatte erschienen.

## Kritiken
„Wieder ein Großstadtmärchen, das wir geplagten Menschen uns gern am Abend von der flimmernden, tönenden Leinwand erzählen lassen.“

„Lange Zeit hat Kortner an dem Sujet gearbeitet, um es so zurecht zu fügen, wie es seiner Individualität entspricht. […] Die Mischung von Singspiel, Tonfilmschlager und lebendig bewegter Handlung ist Regisseur und Darstellern auf das glänzendste gelungen.“

„Das Credo von Fritz Kortners Film, dass im Theater das Leben himmelblau gedichtet werden kann, lässt sich einerseits als Fluchtbewegung lesen, andererseits als Weigerung, sich den Normen, Zielen und Vereinnahmungen linker wie rechter Politiker unterzuordnen.“

„Musikalische Komödie im Künstlermilieu; der große Theaterregisseur und Darsteller Fritz Kortner, der im Film nur selten und mit geringem Erfolg Regie führte, inszenierte diesen nichtssagenden Film 1933 kurz vor seiner Emigration.“